# Lumumba (boisson)
Pour les articles homonymes, voir Lumumba (homonymie).

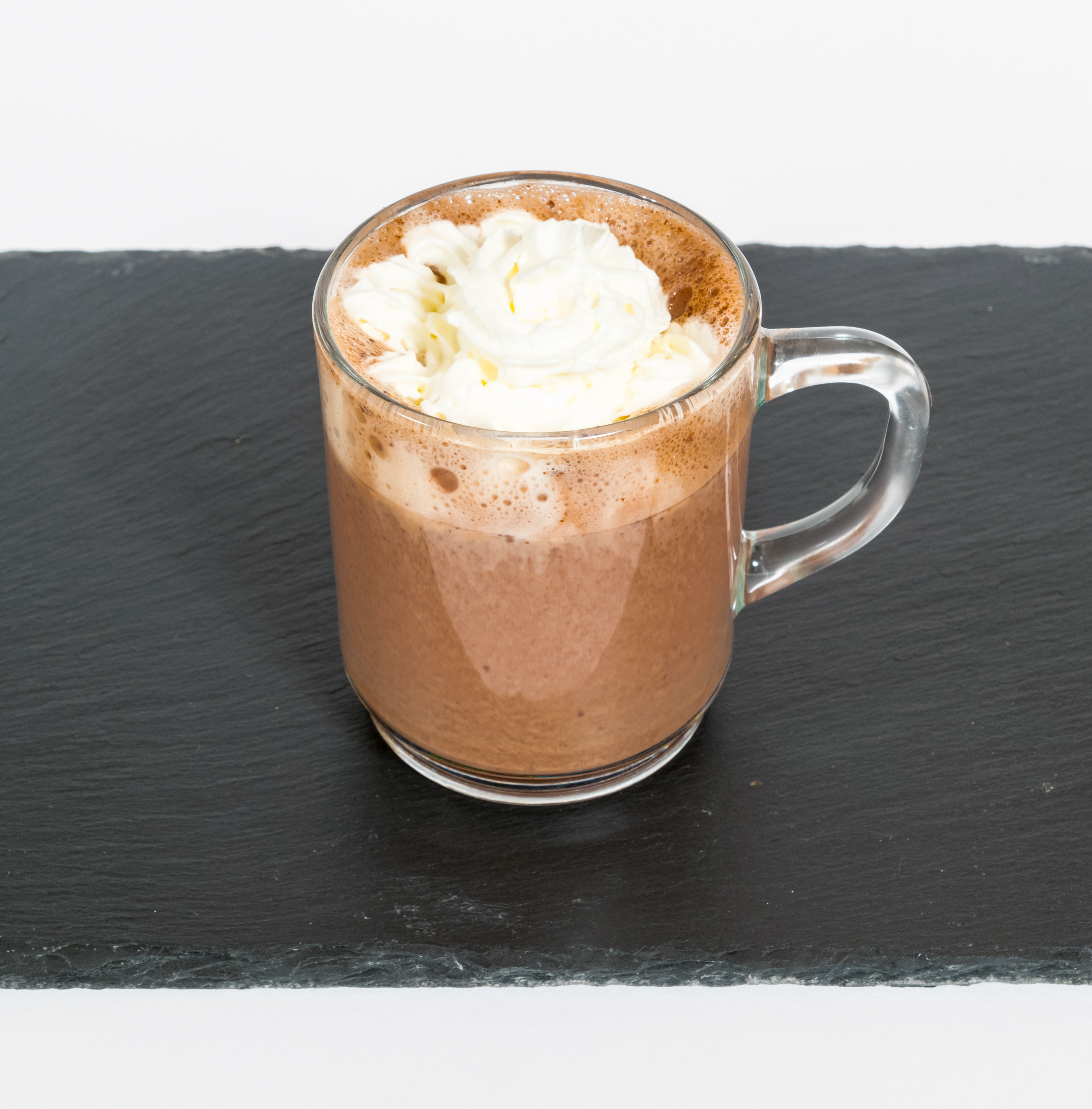
Un lumumba.

Le lumumba est une boisson alcoolisée à base de chocolat.

## Composition
Elle est principalement composée de chocolat, d'une touche de crème fouettée et d'une dose d'alcool. Ce dernier peut être du rhum ou du brandy,. Elle se déguste autant chaude que froide.

## Historique
Cette boisson devient populaire à partir du début des années 1960, en Allemagne de l'Ouest.
Elle porte le nom de l'homme d'État congolais Patrice Lumumba, assassiné en 1961. L'origine exacte du choix de ce nom reste inconnue, mais deux hypothèses sont retenues : la première suggère un nom honorifique pour mettre en avant le combat pour la liberté de l'homme politique, tandis qu'une seconde sous-entend une connotation raciste,.
Dans la région allemande de la Frise-du-Nord, le lumumba porte également le nom de tote tante en allemand, que l'on peut traduire par tante morte. D'après une légende originaire de l'île de Föhr, une tante originaire de cette île et ayant émigré en Amérique, choisit d'être enterrée dans sa région natale après sa mort. Le coût de rapatriement du corps étant trop cher, il est transporté dans une caisse et expédié avec une cargaison de cacao à destination de Föhr,,.